# Большеокуловский сельсовет
Большеокуловский сельсовет — упразднённое сельское поселение в Навашинском районе Нижегородской области Российской Федерации.
Административный центр — село Большое Окулово.

## История
Сельсовет образован в 1929 году в составе сначала Кулебакского района Горьковского края (с 5 декабря 1936 года — Горьковской области), затем, с 1944 года, Мордовщиковского района (с 1960 года — Навашинский район, с 16 мая 1992 года — Нижегородской области). В 2004 году Большеокуловский сельсовет наделён статусом — сельское поселение. Законом Нижегородской области от 28 августа 2009 года № 135-З, были преобразованы, путём их объединения, сельские поселения Большеокуловский сельсовет, Сонинский сельсовет и Новошинский сельсовет в вновь образованное сельское поселение Большеокуловский сельсовет. В мае 2015 года сельское поселение «Большеокуловский сельсовет» было упразднено, а Большое Окулово вошло в состав городского округа Навашинский.

## Население
| 2002 | 2010  | 2012  | 2013  | 2014  | 2015  |
| ---- | ----- | ----- | ----- | ----- | ----- |
| 3112 | ↘2659 | ↗2721 | ↗2735 | ↗2768 | ↗2776 |

## Состав сельского поселения
| №  | Населённый пункт | Тип населённого пункта            | Население |
| -- | ---------------- | --------------------------------- | --------- |
| 1  | Безверниково     | деревня                           | ↘24       |
| 2  | Бельтеевка       | деревня                           | ↘8        |
| 3  | Большое Окулово  | село, административный центр      | ↗1508     |
| 4  | Велетьма         | посёлок железнодорожного разъезда | ↘6        |
| 5  | Волосово         | деревня                           | ↘18       |
| 6  | Горицы           | деревня                           | ↘123      |
| 7  | Князево          | деревня                           | ↘6        |
| 8  | Малое Окулово    | деревня                           | ↘218      |
| 9  | Новошино         | село                              | ↘375      |
| 10 | Ольховка         | деревня                           | ↗20       |
| 11 | Покров           | деревня                           | ↘3        |
| 12 | Приокский        | посёлок железнодорожного разъезда | →0        |
| 13 | Сонино           | село                              | ↘245      |
| 14 | Угольное         | деревня                           | ↘52       |
| 15 | Ярцево           | деревня                           | ↘53       |